# Camp de North Point

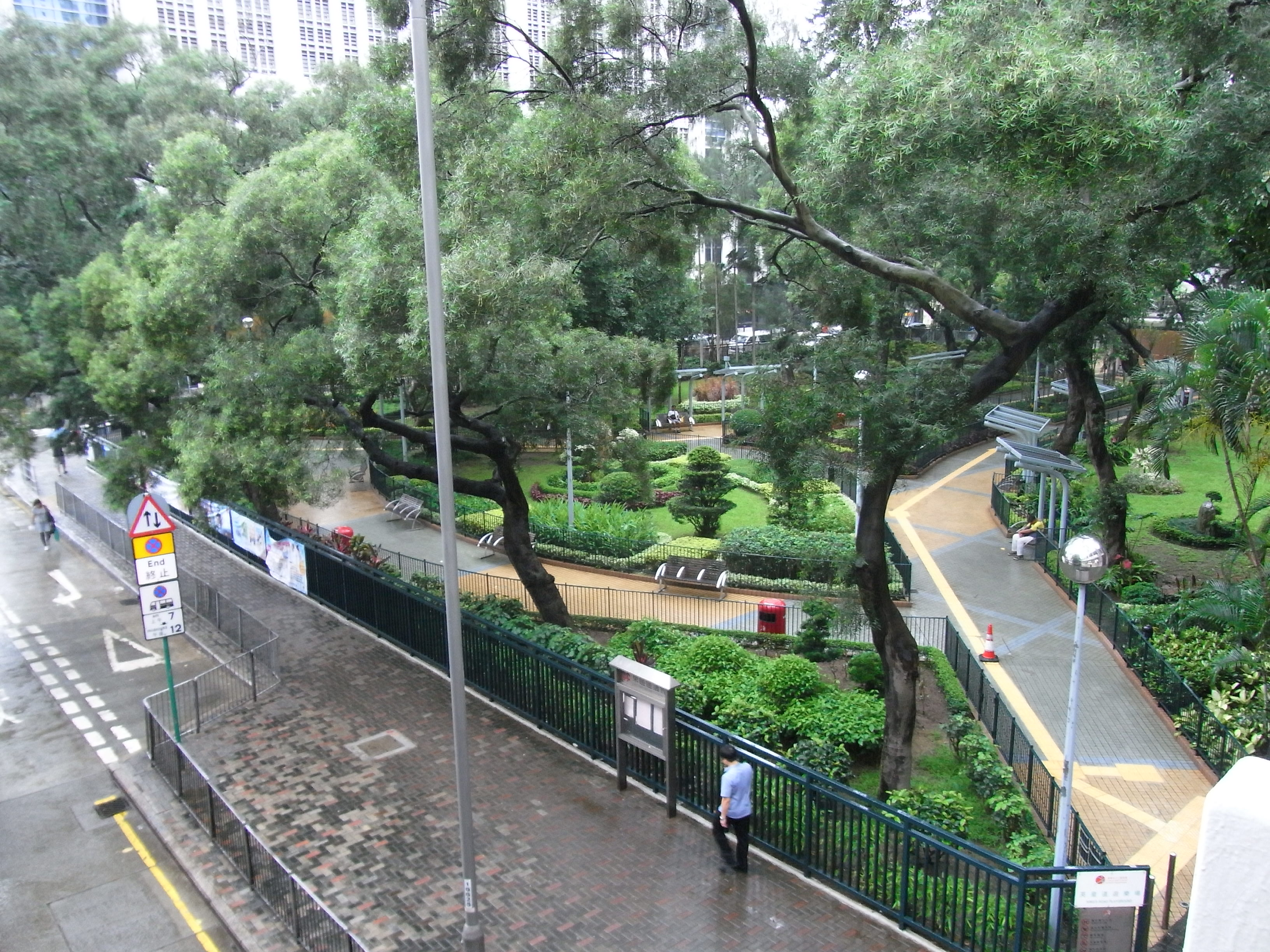
L'aire de jeux de King's Road en 2012. Le parc couvre des parties de l'ancien camp de prisonniers.

Le camp de North Point (北角戰俘營, North Point Camp) est un camp de prisonniers de guerre de l'armée impériale japonaise présent à Hong Kong dans la zone de North Point (en) durant la Seconde Guerre mondiale et qui était principalement utilisé pour détenir des prisonniers canadiens et de la Royal Navy.

## Histoire
Construit par le gouvernement de Hong Kong comme camp de réfugiés avant la guerre, il est gravement endommagé lors de l'invasion japonaise de l'île de Hong Kong dans la nuit du 18 décembre 1941. Il est transformé en camp de prisonniers de guerre presque immédiatement après et accueille des civils non chinois de la région, ainsi que les soldats de la West Brigade ayant été capturés lors des batailles sur les têtes de pont, sur Jardine's Lookout (en), et Wong Nai Chung Gap. Après quelques mois, des prisonniers de la Royal Navy sont transférés au camp de prisonniers de guerre de Sham Shui Po et North Point est devenu uniquement peuplé de Canadiens. Ceux-là sont également transférés à Sham Shui Po le 26 septembre 1942, date à laquelle le camp est fermé. Les conditions de vie au camp étaient surpeuplées et insalubres. Les deux principales menaces auxquelles les prisonniers étaient confrontés étaient la maladie et le manque de nourriture, qui s'est avéré fatal pour de nombreux internés.
Aujourd'hui, une partie de l'ancien camp se situe sur l'emplacement de l'aire de jeux de King's Road (en), mais il n'y a aucun mémorial d'aucune sorte.